# Карымская Сопка
Кары́мская Со́пка — действующий вулкан на Камчатке, в пределах Восточного хребта.

## Описание
Относится к стратовулканам.
Абсолютная высота 1469 м, вершина — правильный усечённый конус. Кратер постоянно выделяет горячие газы. Вулкан располагается в кальдере древнего вулкана Двор (диаметр до 5 км), сформировавшегося в раннем голоцене, и сложен лавами, пеплами андезитно-дацитного состава.

## Извержения
Очень активный вулкан, с 1852 года зафиксировано более 20 извержений.
Близ Карымской Сопки, в кальдере соседнего древнего вулкана (вулкан Академия Наук), находится Карымское озеро. При мощном подводном взрыве в 1996 году в озере погибло почти всё живое.
За последние 10 лет вулкан извергался 2 раза. Первое извержение — 2005 г. Пепел от извержения прошёл несколько сотен метров в сторону сопки Пирог на северо-восток, а затем поднялся вверх. Второе извержение — 2010 г. Последние извержения Карымской Сопки были также в 2011 и 2013 годах. Вулкан выбросил пепел на высоту семь тысяч метров над уровнем моря, 16 ноября 2015 года, пепловое облако распространилось в восточном направлении от вулкана на расстояние 15 километров в сторону Кроноцкого залива. 10 декабря вулкан выбросил столб пепла на 6-7 километров над уровнем моря.
Вечером 15 января 2022 года произошёл выброс пепла на высоту 5,5 км.
Вулкан неспокоен. С этим вулканом одновременно извергаются вулканы: Ключевская Сопка, Безымянный, Шивелуч.

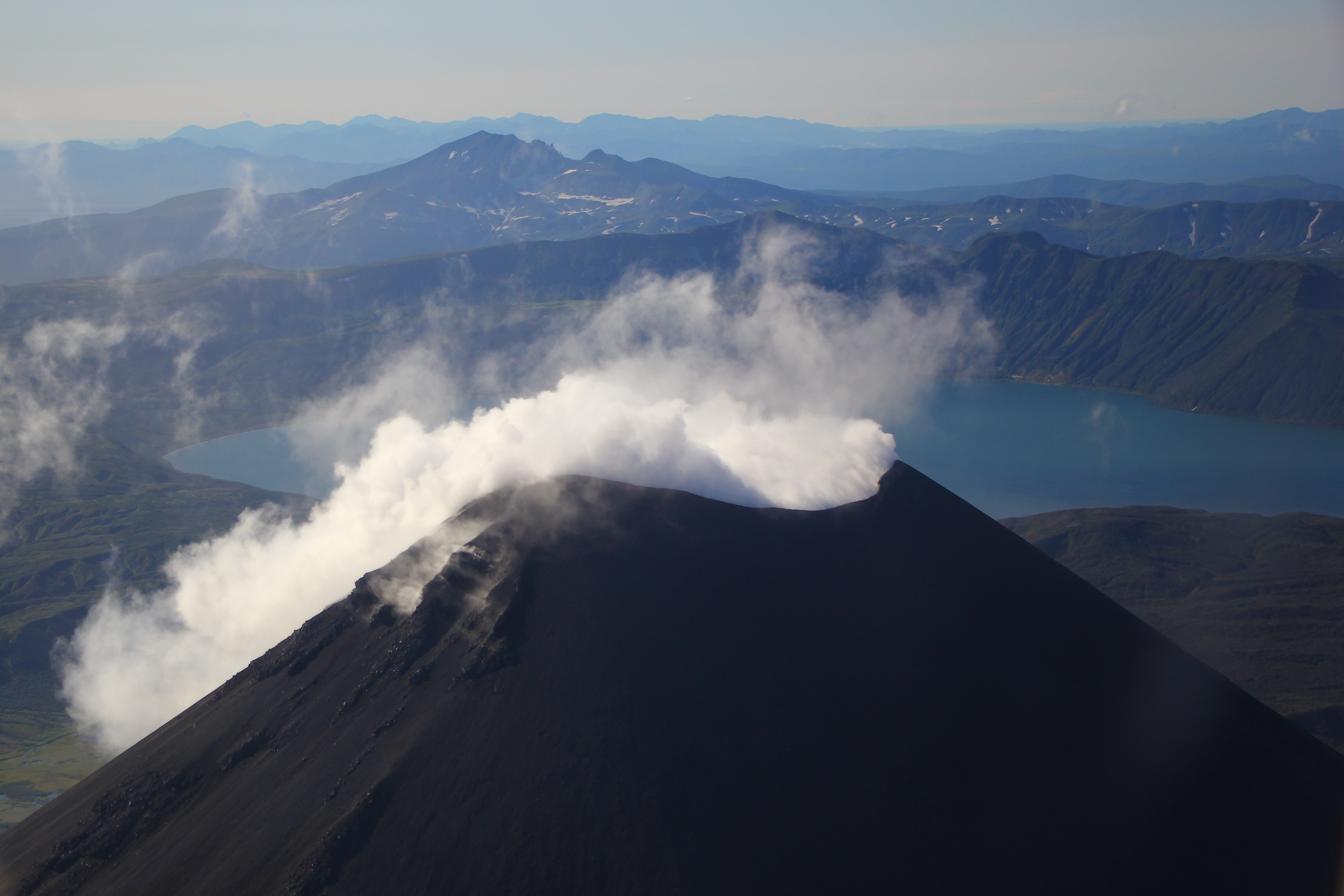
На заднем плане Карымское озеро
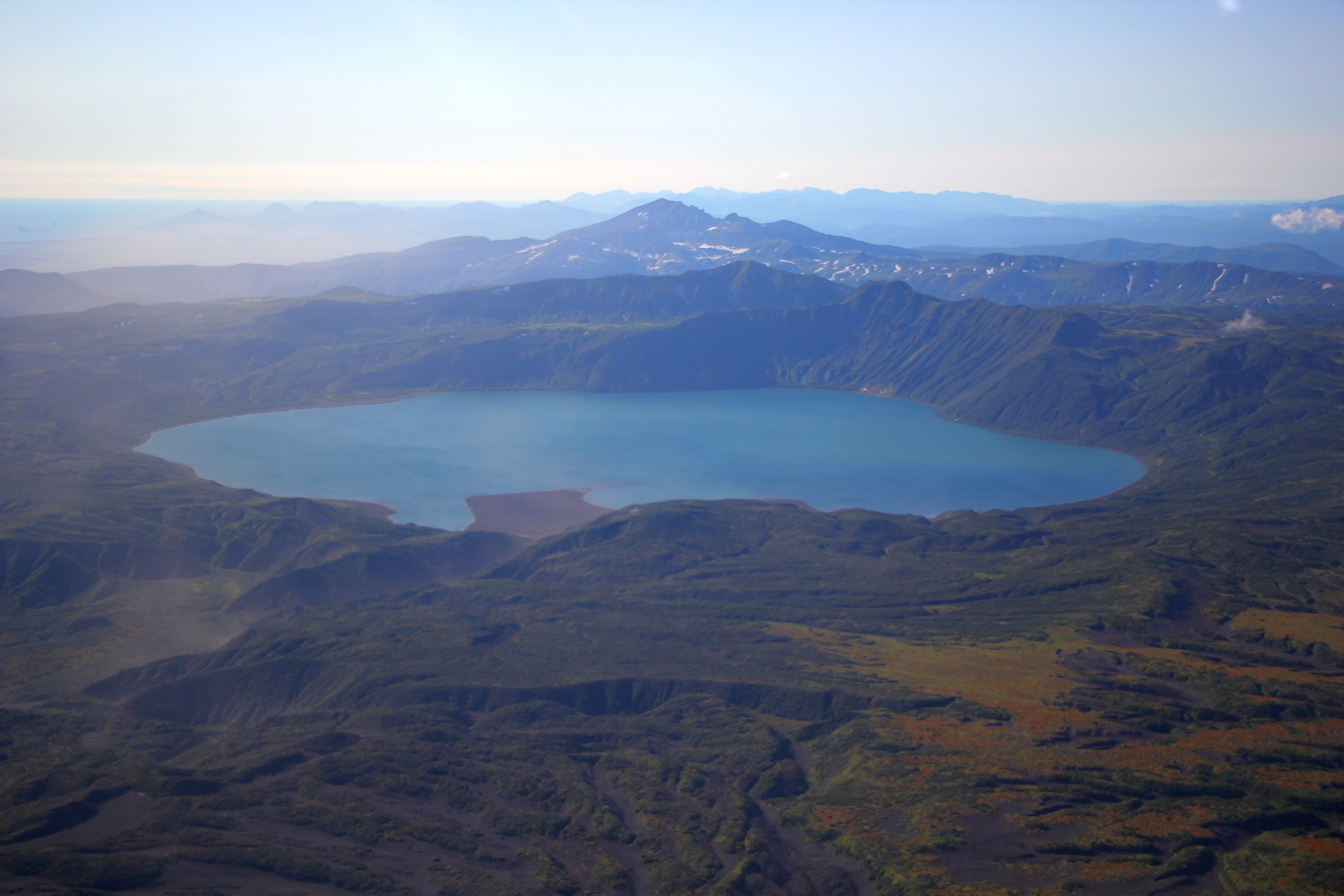
Озеро Карымское
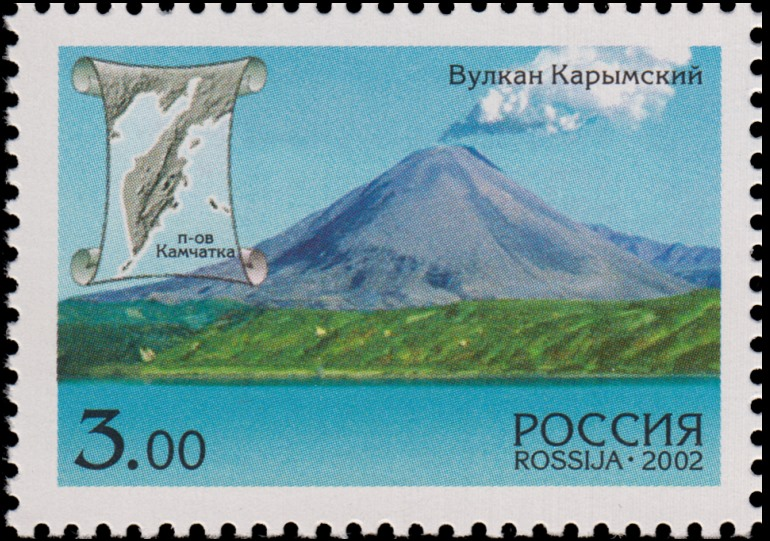
Почтовая марка России 2002 года
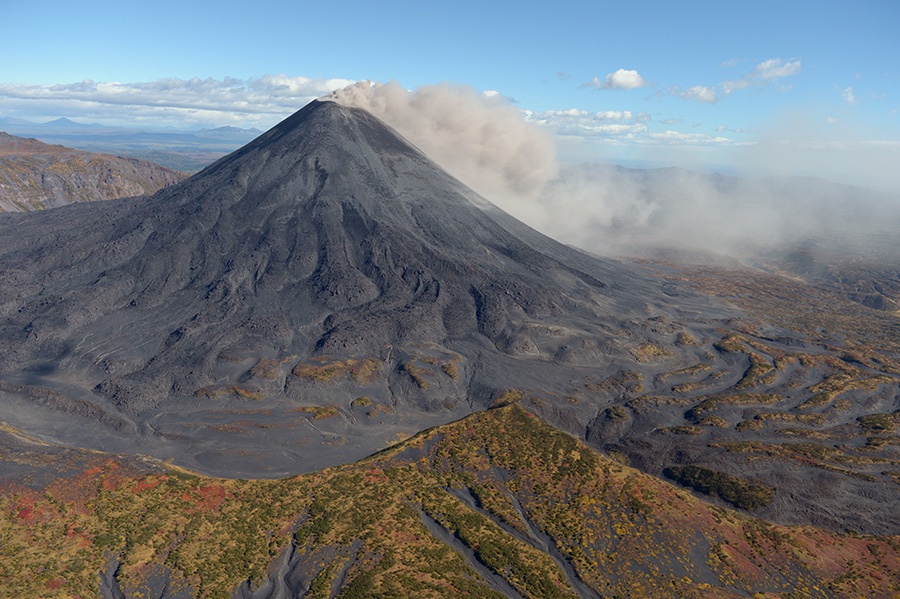
Вид со стороны вулкана Малый Семячик
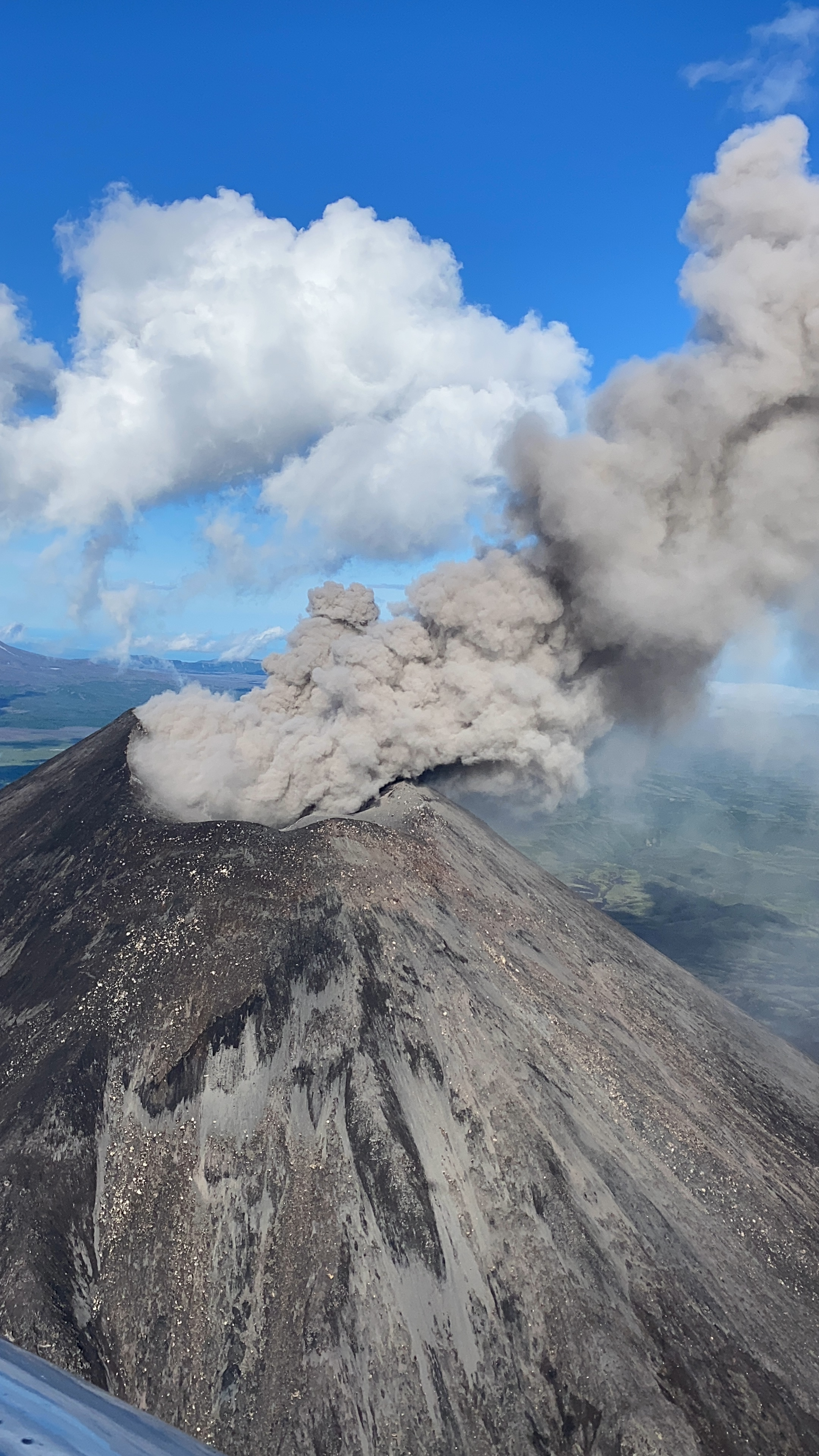
Извержение Карымского вблизи
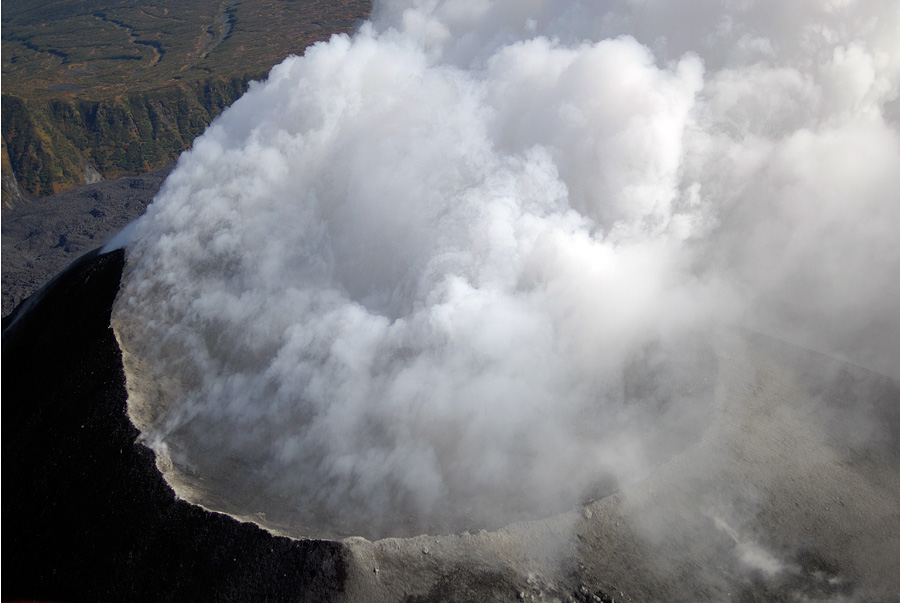
Вершинный кратер Карымской Сопки
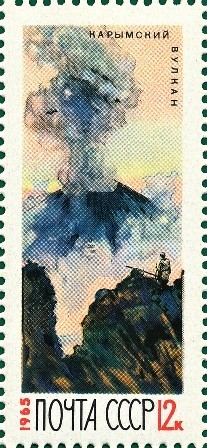
Почтовая марка СССР, 1965 год